# AEW Grand Slam (2021)
O Grand Slam (2021) foi o primeiro edição do especial de televisão de wrestling profissional do Grand Slam produzido pela All Elite Wrestling (AEW). Foi realizado em 22 de setembro de 2021, no Arthur Ashe Stadium no Queens, Nova Iorque. O evento de duas partes foi transmitido pela TNT como episódios especiais dos programas de televisão semanais da AEW, Wednesday Night Dynamite e Friday Night Rampage. O Dynamite foi ao ar ao vivo, enquanto o Rampage foi gravado e e exibido dois dias depois em 24 de setembro. Um total de 14 lutas foram disputadas, nas quais cinco foram ao disputadas no Dynamite enquanto seis foram disputadas no Rampage, que foi expandido para duas horas para o especial do Grand Slam. Três lutas dark também ocorreram antes do evento ao vivo, que foi exibido no programa da AEW no YouTube, Elevation, em 27 de setembro.
O Grand Slam foi a estreia da AEW em Nova Iorque e marcou o primeiro evento da AEW a ser realizado inteiramente em um estádio. Foi também o evento com maior presença de público da AEW até o momento, com 20.177 fãs presentes. O evento foi muito elogiado por fãs e críticos com elogios especiais à luta Kenny Omega x Bryan Danielson, que recebeu uma classificação de 5 estrelas do jornalista de wrestling profissional Dave Meltzer. A transmissão do Rampage também foi notável pela primeira luta de CM Punk na televisão desde que enfrentou Billy Gunn no episódio de 20 de janeiro de 2014 do WWE Raw.

## Produção

### Conceito
Devido à pandemia de COVID-19 que começou a afetar a indústria em meados de março de 2020, a All Elite Wrestling (AEW) realizou a maioria de seus programas no Daily's Place em Jacksonville, Flórida; esses eventos foram originalmente realizados sem fãs, mas a empresa começou a realizar shows com 10–15% da capacidade em agosto, antes de finalmente realizar shows com capacidade total em maio de 2021. Em junho, a AEW anunciou que voltaria para turnê ao vivo, começando com um episódio especial do Dynamite intitulado Road Rager em 7 de julho. Pouco depois, a AEW anunciou que seu episódio de 22 de setembro seria outro episódio especial do Dynamite intitulado Grand Slam. O evento estava programado para ser realizado no bairro do Queens, em Nova Iorque, no Arthur Ashe Stadium. O Grand Slam marcou o primeiro evento da AEW realizado na cidade de Nova Iorque, que é conhecida principalmente como território da WWE, bem como seu primeiro evento completo a ser realizado em um estádio.
Durante o episódio de 15 de setembro do Dynamite, a AEW anunciou que o Grand Slam foi expandido para um evento de duas partes. O segundo show do Grand Slam foi anunciado para ir ao ar como o episódio de 24 de setembro do Rampage, que também foi ao ar por duas horas em vez de uma hora como o habitual. Além disso, três lutas dark foram gravadas para serem exibidas no episódio de 27 de setembro do programa da AEW no YouTube, Elevation.

### Rivalidades
O Grand Slam apresentou lutas de wrestling profissional que envolveram diferentes lutadores de rivalidades e histórias preexistentes. Os lutadores retrataram heróis, vilões ou personagens menos distinguíveis em eventos roteirizados que criaram tensão e culminaram em uma luta ou uma série de lutas. As histórias foram produzidas nos programas de televisão semanais da AEW Dynamite e Rampage, nos programas de streaming online suplementares, Dark e Elevation, e na série do YouTube dos Young Bucks, Being The Elite.

#### Dinamite
Em 7 de julho no Road Rager, Malakai Black estreou na AEW, atacando Cody Rhodes e seu empresário Arn Anderson. Uma luta entre Black e Cody foi marcada para o Homecoming em 4 de agosto, que Black venceu em menos de cinco minutos. Após a luta, Cody abordou uma possível aposentadoria, tirando uma de suas botas para sair do ringue antes de ser atacado por Black. Nas semanas seguintes, Black derrotaria o filho de Arn, Brock Anderson, o aluno de Cody, Lee Johnson, e o irmão de Cody, Dustin Rhodes. Em 8 de setembro, uma revanche entre Black e Cody foi anunciada para o Dynamite: Grand Slam. No episódio de 15 de setembro do Dynamite, Black insultou o colega de Cody. A juíza do Go-Big Show Rosario Dawson, o que levou à primeira aparição de Cody no Dynamite desde sua derrota para Black, e os dois brigaram no meio da multidão.
No episódio de 8 de setembro do Dynamite, na cidade natal de Brian Pillman, Cincinnati, Ohio, MJF expressou seu desgosto pela cidade, bem como pela irmã e filha de Pillman, respectivamente. Os Varsity Blondes, consistindo no filho de Brian, Brian Pillman Jr. e Griff Garrison, vieram ao ringue para defender os Pillmans, o que resultou na surra dos dois por MJF e Wardlow. Uma luta entre MJF e Pillman foi posteriormente feita para o Dynamite: Grand Slam.
No All Out, Ruby Soho estreou como a participante coringa na Casino Battle Royale, vencendo a luta eliminando Thunder Rosa por último e ganhando uma luta contra a Dr. Britt Baker, DMD pelo AEW Women's World Championship. Em 15 de setembro, foi anunciado que esta luta aconteceria no Dynamite: Grand Slam.
No All Out, após Adam Cole estrear para auxiliar a The Elite, Bryan Danielson também fez uma estreia surpresa para afastar o The Elite. Nas semanas seguintes, Danielson tentou incitar o membro da The Elite e Campeão Mundial da AEW, Kenny Omega, a uma luta. No episódio de 15 de setembro do Dynamite, Danielson desafiou formalmente Omega para uma luta não válida pelo título, que Omega aceitou contra o conselho de Don Callis, marcando a estreia de Danielson no ringue AEW e sua primeira luta contra Omega desde 2009. A luta foi marcada para Dynamite: Grand Slam.

#### Rampage
No All Out, Adam Cole estreou na AEW, auxiliando seus ex- companheiros de gruo do Bullet Club Kenny Omega e The Young Bucks (Matt Jackson e Nick Jackson) atacando Christian Cage e a Jurassic Express. No episódio de 15 de setembro do Dynamite, Cole venceu sua estreia no ringue da AEW contra Frankie Kazarian. Após a luta, Cole desafiou Cage, Jungle Boy e Luchasaurus para uma luta de trios contra ele e os Young Bucks em uma reunião do Superkliq, que estava marcada para o Rampage: Grand Slam.
No Fyter Fest, Dan Lambert da American Top Team fez uma aparição, criticando a AEW por não ser tão bom quanto o wrestling foi no passado. Nos meses seguintes, aliaria-se aos Men of the Year (Ethan Page e Scorpio Sky), continuando a ridicularizar a AEW e seus fãs. No episódio de 15 de setembro do Dynamite, Lambert, cercado por vários membros do America Top Team, foi confrontado por Chris Jericho e Jake Hager do The Inner Circle. Citando suas próprias brigas em vestiários ao longo dos anos, bem como o recorde invicto de Hager no Bellator MMA, Jericho desafiou Page e Sky para uma luta, que Lambert aceitou em seu nome, e foi marcada para o Rampage: Grand Slam.
Depois de derrotar Darby Allin no All Out em sua primeira luta em mais de sete anos, CM Punk ponderou quem seria seu próximo oponente enquanto elogiava vários lutadores no elenco da AEW. Ele foi interrompido na mesa de comentários por Taz, que criticou o "festival do amor" de Punk. Na semana seguinte no Dynamite, Punk foi um comentarista convidado pela primeira hora antes de ser atacado pelos membros do Team Taz Powerhouse Hobbs e pelo filho de Taz, Hook. Uma luta entre Punk e Hobbs foi posteriormente oficializada para o Rampage: Grand Slam.
Antes do All Out, Jon Moxley havia desafiado qualquer lutador da New Japan Pro-Wrestling (NJPW) para enfrentá-lo no show. Seu desafio foi respondido por Satoshi Kojima em uma luta que Moxley venceu, mas após a luta, Moxley foi confrontado por Minoru Suzuki da NJPW. Uma luta entre os dois foi marcada para o episódio seguinte do Dynamite, que Moxley venceu em sua cidade natal, Cincinnati; antes da luta, a icônica música de entrada "Kaze ni Nare" de Suzuki foi cortada. Citando preconceito da cidade natal, Suzuki e seu companheiro de grupo da Suzuki-gun, Lance Archer, desafiaram Moxley e Eddie Kingston para uma luta de duplas no Rampage: Grand Slam.

## Recepção
O Grand Slam foi bem recebido pelos fãs e críticos que assistiram aos dois programas, com muitos elogios a luta entre Kenny Omega e Bryan Danielson de uma das melhores lutas da televisão da AEW. Chris Mueller, do Bleacher Report, revisou a parte do Dynamite, dizendo: "este episódio do Dynamite pode ser o melhor até agora." Ele acreditava que cada luta era "boa ou ótima", observando que os segmentos não relacionados ao wrestling "não demoravam muito para serem concluídos", e também disse: "Danielson parecia melhor do que nunca, e Omega parecia abordar esta disputa como faria com qualquer grande defesa de título. Os dois homens deixaram tudo o que tinham no ringue. Dizer que esta luta correspondeu às expectativas pode ser um eufemismo. A finalização pode parecer uma desculpa para alguns, mas pode ter sido a abordagem mais inteligente para essa rivalidade."
Dan Gartland da Sports Illustrated também revisou o Dynamite. Ele chamou o Grand Slam de "anomalia", observando: "AEW deu um show digno de uma multidão tão grande e entusiasmada. A luta Danielson-Omega foi uma das melhores que a empresa já teve." Também observando a diferença na qualidade da luta na televisão e escrita entre AEW e WWE, ele elogiou o empate entre Omega e Danielson, dizendo: "A luta Danielson-Omega não deveria ter tido um vencedor decisivo. Foi a primeira luta de Danielson na AEW e seria prejudicial para seu personagem tê-lo perdido. Mas ter Omega, o Campeão Mundial, perdido para um cara que nunca lutou pela empresa, teria barateado seu reinado de título. Na WWE, uma não finalização teria apresentado interferência externa, uma dupla contagem ou algum outro tipo de trapaça que leva a uma conclusão insatisfatória. Mas na AEW, a história que Danielson e Omega contaram fez os dois homens parecerem mais fortes."
Dave Meltzer do Wrestling Observer Newsletter deu à luta Omega-Danielson uma classificação de cinco estrelas, o que rendeu a Danielson a primeira luta em sua carreira avaliada com cinco ou mais estrelas por Meltzer, e a décima oitava luta de Omega, a primeira classificação desse tipo desde sua luta. com Rey Fénix na edição New Year's Smash de 6 de janeiro do Dynamite (eventualmente uma das três lutas desse tipo em 2021).

## Resultados

### Dynamite- (22 de setembro)
| Nº                                          | Resultados | Estipulações                                        | Tempo |
| ------------------------------------------- | --- | --------------------------------------------------- | ----- |
| Dark                                        | Thunder Rosa derrotou Kayla Sparks | Luta individual                                     | –     |
| Dark                                        | Paul Wight derrotou Rickey Shane Page, CPA, e VSK | Luta handicap 3-contra-1                            | –     |
| Dark                                        | The Dark Order (Alex Reynolds, John Silver, Preston "10" Vance, e Alan "5" Angels) derrotaram Dean Alexander, Kevin Tibbs, TJ Crawford, e Eric James | Luta de quartetos                                   | –     |
| 1                                           | Kenny Omega (com Don Callis) e Bryan Danielson empataram pelo limite de tempo                                                                        | Luta individual                                     | 30:00 |
| 2                                           | MJF (com Wardlow) derrotou Brian Pillman Jr. (com Julia Hart) por submissão                                                                          | Luta individual                                     | 9:20  |
| 3                                           | Malakai Black derrotou Cody Rhodes (com Arn Anderson e Brandi Rhodes)                                                                                | Luta individual                                     | 11:05 |
| 4                                           | Sting e Darby Allin derrotaram FTR (Dax Harwood e Cash Wheeler) (com Tully Blanchard) por submissão                                                  | Luta de duplas                                      | 9:25  |
| 5                                           | Dr. Britt Baker, D.M.D. (c) (com Jamie Hayter e Rebel) derrotou Ruby Soho por submissão                                                              | Luta individual pelo AEW Women's World Championship | 13:20 |
| (c) – Refere-se aos campeões antes da luta. | |                                                     |       |

### Rampage-(24 de setembro)
| Nº                                          | Resultados | Estipulações      | Tempo |
| ------------------------------------------- | --- | ----------------- | ----- |
| 1                                           | CM Punk derrotou Powerhouse Hobbs (com Hook) | Luta individual   | 13:35 |
| 2                                           | Superkliq (Adam Cole e The Young Bucks (Matt Jackson e Nick Jackson)) (com Doc Gallows e Brandon Cutler) derrotaram Christian Cage e Jurassic Express (Jungle Boy e Luchasaurus) (com Marko Stunt)                              | Luta de trios     | 14:35 |
| 3                                           | Men of the Year (Scorpio Sky e Ethan Page) (com Dan Lambert) derrotaram The Inner Circle (Chris Jericho e Jake Hager) | Luta de duplas    | 11:00 |
| 4                                           | The Lucha Brothers (Penta El Zero Miedo e Rey Fénix) e Santana e Ortiz (com Alex Abrahantes) derrotaram Hardy Family Office (Private Party (Isiah Kassidy e Marq Quen) e The Butcher e The Blade) (com Matt Hardy e Jack Evans) | Luta de quartetos | 9:20  |
| 5                                           | Penelope Ford derrotou Anna Jay | Luta individual   | 6:45  |
| 6                                           | Jon Moxley e Eddie Kingston derrotaram Suzuki-gun (Minoru Suzuki e Lance Archer) | Luta Lights Out   | 14:56 |
| (c) – Refere-se aos campeões antes da luta. | |                   |       |